# ISO 3166-2:BM

Bermudy na mapě světa

Kódy ISO 3166-2 pro Bermudy neidentifikují žádné regiony (stav v roce 2015).